# Klitnia
Klitnia (ukr. Клітня) – wieś na Ukrainie w rejonie malińskim obwodu żytomierskiego. Parafia św. Alberta Chmielowskiego należąca do dekanatu radomyskiego.